# Quemigny-Poisot
Quemigny-Poisot är en kommun i departementet Côte-d'Or i regionen Bourgogne-Franche-Comté i östra Frankrike. Kommunen ligger i kantonen Gevrey-Chambertin som tillhör arrondissementet Dijon. År 2018 hade Quemigny-Poisot 192 invånare.

## Befolkningsutveckling
Antalet invånare i kommunen Quemigny-Poisot
Referens:INSEE